# Lars Bastrup
Lars Bastrup Jørgensen (né le 31 juillet 1955 à Levring au Danemark) est un footballeur international danois, qui évoluait en tant qu'attaquant.
Il est connu pour avoir terminé meilleur buteur du championnat du Danemark lors de la saison 1985 avec 20 buts.

## Biographie
Né à Levring, petite ville située entre Viborg et Silkeborg, Bastrup commence sa carrière en senior pour le club du Silkeborg IF en 1973. Il fait ensuite ses débuts en sélection avec l'équipe du Danemark en juin 1975, alors qu'il évolue avec le IHF Aarhus.
En décembre 1975, à l'âge de 20 ans, Bastrup rejoint l'équipe allemande des Offenbacher Kickers (aujourd'hui Kickers Offenbach) en Fußball-Bundesliga. Il inscrit deux buts en 18 matchs lors de la saison de Bundesliga 1975–76, bien qu'Offenbach est relégué en 2. Fußball-Bundesliga, Bastrup choisit quand même de rester à Offenbach, mais perd sa place en sélection nationale. Lors de la saison de D2 1976–77, il inscrit 11 buts en 27 matchs et Offenbach finit à la troisième place, manquant la promotion en D1.
Il retourne ensuite à l'IHF Aarhus en 1977, avant de partir jouer chez leur rivaux locaux de l'AGF Aarhus en 1979. Alors à l'AGF, il regagne sa place en sélection en mai 1980, et est ainsi nommé en 1980 meilleur joueur danois de l'année.
En 1981, il repart jouer en Allemagne mais cette fois dans le club d'Hamburger SV (HSV). Avec l'attaquant allemand Horst Hrubesch, Bastrup forme un duo efficace dans l'effectif du HSV. Avec d'autres joueurs à ses côtés comme Uli Stein ou encore Felix Magath, Bastrup remporte deux titres de champion d'Allemagne en 1982 et 1983. Sur la scène européenne, HSV atteint la finale de la coupe UEFA 1982, mais la perd contre les Suédois de l'IFK Göteborg, mais remporte l'année suivante la coupe d'Europe 1983, où il bat en finale le club italien de la Juventus FC. Lors de sa première année au club, Bastrup inscrit 13 buts en 34 matchs de Bundesliga, mais seulement 5 en 25 matchs durant sa seconde saison.
Il retourne au Danemark en 1983, signant pour le IK Skovbakken. Il finit ensuite sa carrière à l'Ikast FS en 1986, juste avant de remporter le titre de meilleur buteur du championnat avec 20 réalisations inscrites en 1985.

## Palmarès
- AGF Århus :
  - Meilleur footballeur danois de l'année : 1980

- Hambourg SV :
  - Championnat d'Allemagne : 1982 et 1983
  - Coupe des clubs champions européens : 1983

- Ikast FS :
  - Meilleur buteur du championnat du Danemark : 1985